# Мушегян, Гурген Нерсесович
Гурген Нерсесович Мушегян (арм. Գուրգեն Մուշեղյան, 14 августа 1934, Ленинакан – 18 октября 2020) — бывший главный архитектор Еревана в 1982—1990 годах. Заслуженный архитектор Армянской ССР. Иностранный член РААСН.

## Биография
- 1959 — окончил Ереванский политехнический институт.
- Академик инженерской академии Армении. Профессор Ереванского архитектурно-строительного института.
- Лауреат госпремии Армении (стадион «Раздан» 1979).
- Лауреат госпремии СССР (спортивно-концертный комплекс в Ереване 1987).
- Лауреат Всесоюзного смотра творчества молодых архитекторов (1968).
- Лауреат Всесоюзного смотра достижений советской архитектуры (1968—1972).
- Лауреат Всесоюзного смотра «Лучшее произведение года» (1986).
- Почётная грамота президиума Верховного совета Армянской ССР.
- Мастер спорта по фехтованию.
- 1962—1964 — был главным архитектором г. Ленинакана.
- 1979—1982 — директор института «Ергорремпроект».
- 1982—1990 — был главным архитектором г. Еревана.
- 1990—1995 — директор Армянского филиала ЦНИИП градостроительства.
- В 1996 — несколько месяцев исполнял обязанности главного архитектора г. Еревана.

### Семья
Дочь — Араксия Мушегян — известная российская джазовая певица.

## Основные работы
Гюмри
ПДП центра города.
Застройка ул. Арагаци.
Аэровокзал (совместно с Л. Христафоряном и Р. Асратяном).
Ванадзор
Здание Кирстроя.
Ереван
Жилые дома.
Стадион «Раздан» (совместно с К. Акопяном).
Школа высшего спортивного мастерства (совместно с Л. Христафоряном).
Школа большого и настольного тенниса (совместно с Л. Христафоряном).
Легкоатлетический манеж в (совместно с Р. Асратяном).
Сейсмическая станция.